# أتلتيكو مدريد موسم 2012–13
كان موسم 2012–13 هو الموسم الثاني والثمانين في تاريخ أتلتيكو مدريد. تنافس أتلتيكو في الدوري الإسباني، وكأس ملك إسبانيا، والدوري الأوروبي بصفته حامل اللقب. تم إقصاؤهم في دور الـ32 على يد روبين قازان. فازوا بكأس ملك إسبانيا بعد فوزهم على غريمهم ريال مدريد بنتيجة 2-1 في الوقت الإضافي.
في 1 سبتمبر، تغلب أتلتيكو مدريد على نادي تشيلسي الإنجليزي بنتيجة 4–1 ليفوز بكأس السوبر الأوروبي للمرة الثانية في ثلاث سنوات.